# Sigmundur Davíð Gunnlaugsson
Sigmundur Davíð Gunnlaugsson (født 12. marts 1975 i Reykjavík) er en islandsk politiker fra det borgerlige midterparti Fremskridtspartiet. Han blev Islands statsminister 23. maj 2013, som den hidtil yngste, men gik af den 7. april 2016 efter en sag om placering af midler i skattely på de Britiske Jomfruøer. Sagen var en udløber af lækningen af Panama-papirerne.
I 2009 blev Sigmundur Davíð valgt til formand for Fremskridtspartiet. Han blev første gang valgt til Altinget samme år. Ved altingsvalget i april 2013 fik hans parti lige så mange pladser som landets traditionelt dominerende borgerlige parti, det konservative Selvstændighdspartiet.
Sigmundur Davíð fik 30. april 2013 til opgave at danne regering af præsident Ólafur Ragnar Grímsson. Den 22. maj fremlagde Sigmundur en regeringsaftale mellem Fremskridtspartiet og Selvstændighedspartiet, hvor han selv fik statsministerposten, mens posten som finans- og økonomiminister gik til Selvstændighedspartiets leder Bjarni Benediktsson.

## Skattely og  afsked
Den 7. april 2016 afgik han formelt som Islands statsminister som følge af afsløringen af, at han sammen med sin hustru havde været medejer af et selskab i skattelyet de Britiske Jomfruøer. Fremskridtspartiet havde allerede dagen forinden aftalt med dets koalitionspartner Selvstændighedspartiet, at Sigmundur Davíð trak sig fra statsministerposten til fordel for Fremskriftspartiets næstformand Sigurður Ingi Jóhannsson. Sigmundur Davíð fortsatte som partiformand. 
Hans og hustruens selskab Wintris Inc. havde et tilgodehavende på 523 mio. islandske kroner hos de krakkede og nu statsejede banker, hvilket betød, at Sigmundur Davíð var inhabil, da han på den islandske stats vegne forhandlede vilkårene for en ordning med bankernes kreditorer, men fortav dette. Desuden brød han ifølge oppositionen og en del af den islandske presses opfattelse Altingets etiske regler ved ikke at oplyse om sin hustrus værdier i udlandet forbindelse med opgivelse af sine formueforhold, da nye og strengere regler trådte i kraft 1/1 2010, selvom han nytårsaften 2009 havde solgt sin andel af Wintris Inc. til sin hustru for den symbolske pris af 1 amerikansk dollar.